# نبيل القانص
نبيل محمد القانص شاعر ورسام يمني ولد في 8 مارس 1986م في عزلة بيت القانص، جبل مسار، مديرية مناخة، محافظة صنعاء. انتقل إلى أمانة العاصمة وهناك درس اللغة الفرنسية وآدابها في كلية اللغات، جامعة صنعاء.

## أهم أعماله الأدبية
- له ثلاث مجموعات شعرية «كاريس» وهي قصيدة نثر طويلة ومتعددة المسارات يحاكي القضية الفلسطينية فيها من خلال شخصية العميلة السرية كاريس.
- كتب مقدمة الكتاب الشاعر الكبير عبد العزيز المقالح [بحاجة لدقة أكثر][بحاجة لمصدر]
- مجموعة شعرية بعنوان «وجهان لربيع واحد» هي حاصلة على جائزة رئيس الجمهورية للشباب عام 2011م [1] تضمنت المجموعة على عشرة نصوص شعرية تفعيلة وقصائد نثر.
- مجموعته الشعرية الثالثة اسمها «منديل ثلجي لقُبلتها النارية» فيها مجموعة نصوص من قصائده القديمة والحديثة.

## الوظائف
مسؤول العلاقات الخارجية في مؤسسة بيت الشعر اليمني  ويركز في كتاباته على كتابة القصيدة العصرية والنص الجديد المتمثل في قصيدة النثر مما يساهم في ارتقاء الشعر والذائقة الشعرية في المشهد الأدبي اليمني والعربي.
يعمل حاليا صحفيا ومراسلًا لقناة السورية في اليمن.